# Wera Meyer-Waldeck
Wera Meyer-Waldeck (Dresde, 6 de mayo de 1906, Bonn,  25 de abril de 1964) fue una arquitecta alemana.

## Trayectoria
Meyer-Waldeck creció en Alejandría hasta los ocho años. La familia pasó la Primera Guerra Mundial en Suiza. Después de formarse como maestra de jardín de infancia, Meyer-Waldeck realizó estudios gráficos con Georg Erler en la Academia de Artes y Oficios de Dresden desde 1924 a 1927. En 1927 continuó su formación en la Bauhaus en Dessau y, además de estudiar arquitectura y pintura, se formó en el taller de muebles de la Bauhaus. En 1932 fue la primera mujer en Turingia en realizar el examen de aprendizaje de carpintería.
Luego trabajó como delineante técnica en las obras de Junkers en Dessau, desde 1937 en la oficina de planificación de la Reichsautobahn en Berlín, desde 1939 como arquitecta en la Reichsbahnbaudirektion de Berlín. En 1942 se convirtió en jefa de la oficina de planificación de la compañía minera y metalúrgica Karwin -Thzynietz, y se ocupó de la construcción de plantas de coque, estaciones de bombeo, una planta de energía y viviendas para los trabajadores. De 1946 a 1948 fue profesora de diseño de interiores en la Academia Estatal de Artesanía de Dresde.
En 1948 se estableció como arquitecta freelance en Walldorf (Hesse) y diseñadora de mobiliario. Como nueva miembro del Deutscher Werkbund, diseñó su primera exposición de posguerra en Colonia en 1949, donde presentó sus propios diseños de muebles y un modelo de jardín infantil. En 1949 trabajó como freelance en la oficina del arquitecto Hans Schwippert, planificando el diseño interior del Bundestag alemán en Bonn. A esto le siguió el diseño de interiores de dos ministerios, la casa de huéspedes del gobierno federal ("Viktorshöhe") y la Cancillería Federal. Además, realizó la reconversión de un hotel en Coblenza, el diseño interior de una casa para solteros y varias escuelas primarias, cuatro casas con balcones, para refugiados del Este y varias casas unifamiliares en Colonia, así como para extranjeros católicos.Reformó una tienda de alfombras, una casa modelo Ytong y, en 1962, una residencia de estudiantes en Bonn. En 1951 participó en la exposición "So Wohnen" en Bonn. En 1957, junto con Hilde Weström, desarrolló varias sugerencias de decoración para la exposición "Vivir en la ciudad del mañana" como parte de Interbau Berlín. En 1958 fue responsable de la arquitectura expositiva del departamento "Necesidades personales" en el Pabellón Alemán (arquitecto: Egon Eiermann ) en la Exposición Universal de Bruselas. Fue miembro de la Asociación de Arquitectos Alemanes (BDA) y de la Asociación de Mujeres Alemanas y escribió numerosos artículos especializados.